# Udruga banatskih Hrvata, Zrenjanin
Udruga banatskih Hrvata - Zrenjanin je kulturna udruga Hrvata iz Zrenjanina. Utemeljena 1. srpnja 2016. godine. Osnovana radi očuvanja identiteta Hrvata u Srbiji. Na osnivačkoj skupštini za prvog predsjednika udruge izabran je diplomirani profesor tjelesnog odgoja i sporta – master Goran Kaurić iz Pokrajinskog tajništva za gospodarstvo i turizam. Mandat predsjednika je četiri godine. Osnivanje je nastalo kao potreba očuvanja kulturnog i nacionalnog identiteta Hrvata u Banatu. Članovi ističu da bi povijest Banata bila mnogo siromašnija bez hrvatske kulture i tradicije te da trag hrvatskog naroda ne smije biti samo u prošlosti i povijesti Banata, nego treba produbljivati svoje tragove i čuvati svoj identitet i sada i u budućnosti. Važno je poraditi da Hrvati koji se tako osjećaju da se tako i izjasne. Planira se da se poboljša općenita zakonska uređenost zaštite nacionalnih manjina i da se postojeći zakoni i akti pisani radi zaštite manjina i sprovode. Broj Hrvata tijekom posljednjih 70 godina u Srbiji smanjio se za više od tri puta, što vrijedi i za Banat, tako da jedina općina gdje danas Hrvati prelaze više od 1 posto je Opovo. Danas je ostalo manje od tri tisuće Hrvata na teritoriju cijelog Banata, ali hrvatski se ipak danas može čuti u Zrenjaninu, Boki, Neuzini, Opovu, Bijeloj Crkvi, Ivanovu, Pančevu i Starčevu i da bi se mogao čuti i dalje, osnivači su odlučili udružiti se u udrugu.